# ماگنوس اشتیفتر
ماگنوس اشتیفتر (انگلیسی: Magnus Stifter؛ ۲۳ ژانویهٔ ۱۸۷۸ – ۸ سپتامبر ۱۹۴۳) هنرپیشه اهل اتریش بود. وی بین سال‌های ۱۹۱۴ تا ۱۹۴۱ میلادی فعالیت می‌کرد.
از فیلم‌هایی که وی در آن نقش داشته است، می‌توان به مادام دوباری، خاک سوزان، مجسمه نیم‌تنه یانوس، کارمن، اتلو، مرد پولادین و محله لاتن اشاره کرد.